# Тарзи (коммуна)
Тарзи́ (фр. Tarzy) — коммуна во Франции, находится в регионе Шампань — Арденны. Департамент — Арденны. Входит в состав кантона Синьи-ле-Пети. Округ коммуны — Шарлевиль-Мезьер.
Код INSEE коммуны — 08440.
Коммуна расположена приблизительно в 185 км к северо-востоку от Парижа, в 105 км севернее Шалон-ан-Шампани, в 33 км к западу от Шарлевиль-Мезьера.

## Население
Население коммуны на 2008 год составляло 142 человека.
| 1962 | 1968 | 1975 | 1982 | 1990 | 1999 | 2008 |
| ---- | ---- | ---- | ---- | ---- | ---- | ---- |
| 153  | 181  | 159  | 138  | 127  | 137  | 142  |

## Экономика
В 2007 году среди 90 человек в трудоспособном возрасте (15—64 лет) 63 были экономически активными, 27 — неактивными (показатель активности — 70,0 %, в 1999 году было 76,4 %). Из 63 активных работали 55 человек (30 мужчин и 25 женщин), безработных было 8 (3 мужчин и 5 женщин). Среди 27 неактивных 10 человек были учениками или студентами, 4 — пенсионерами, 13 были неактивными по другим причинам.

## Фотогалерея

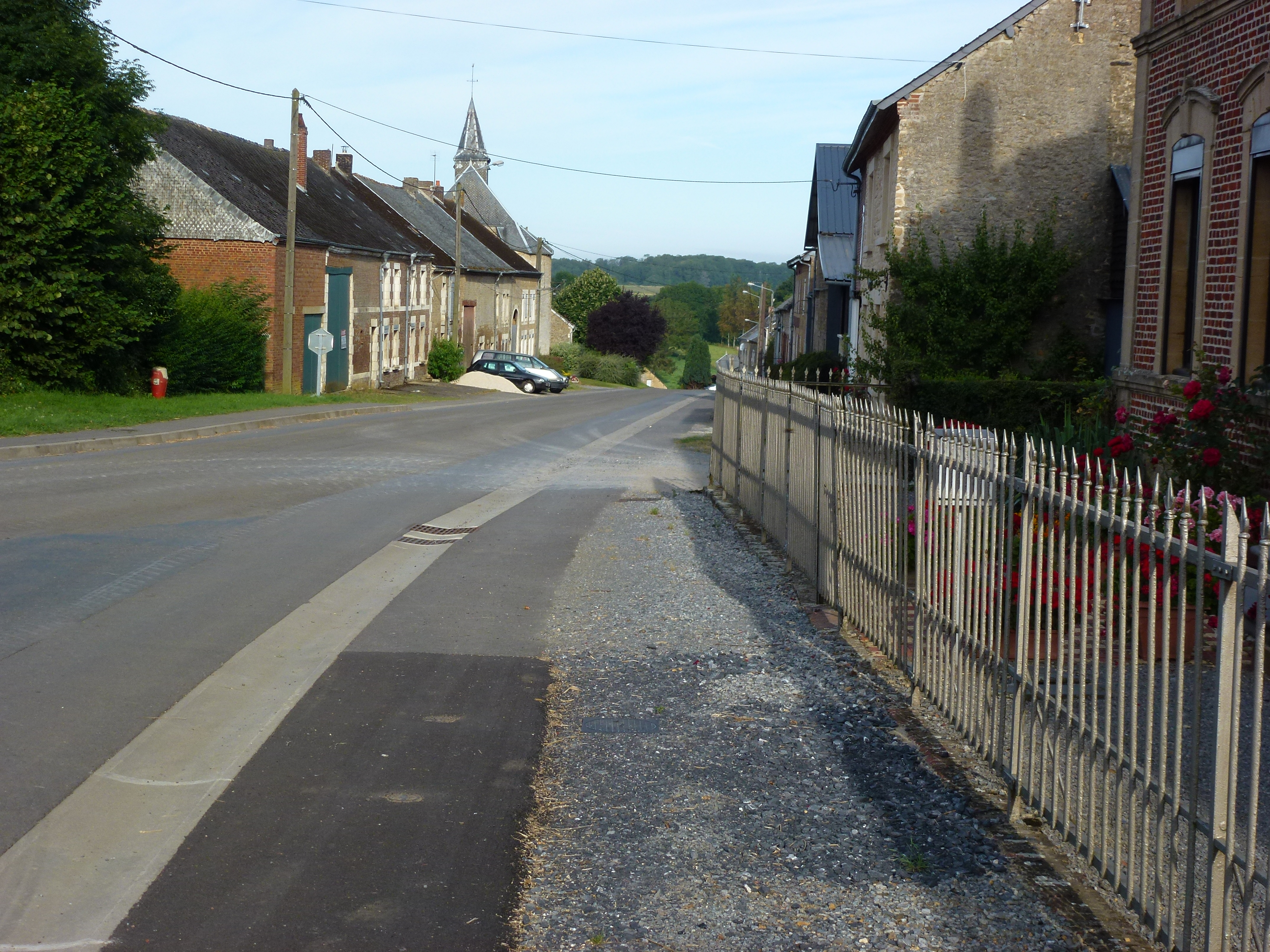
Центральная улица
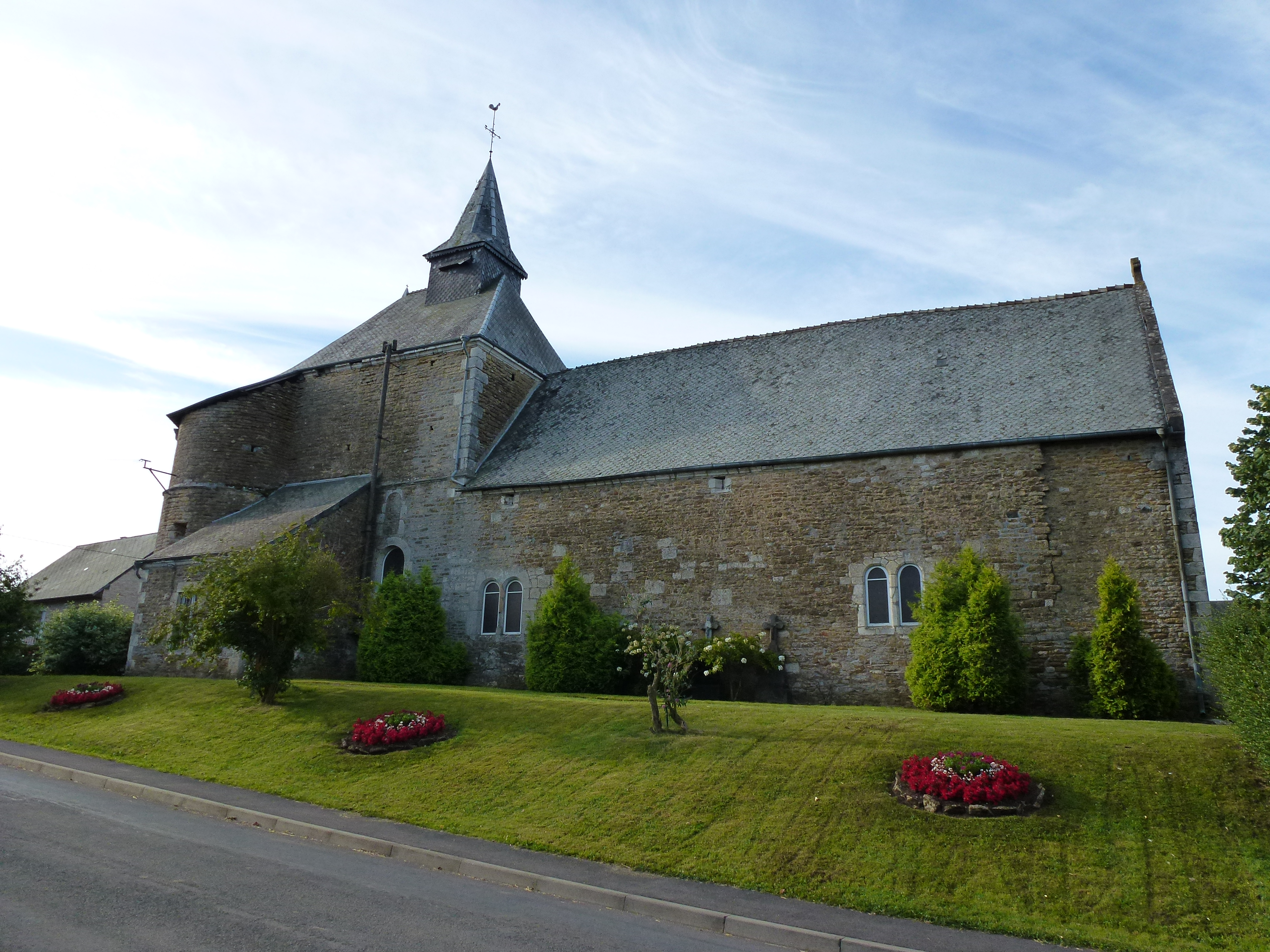
Церковь Сен-Сир-э-Сен-Жюльет
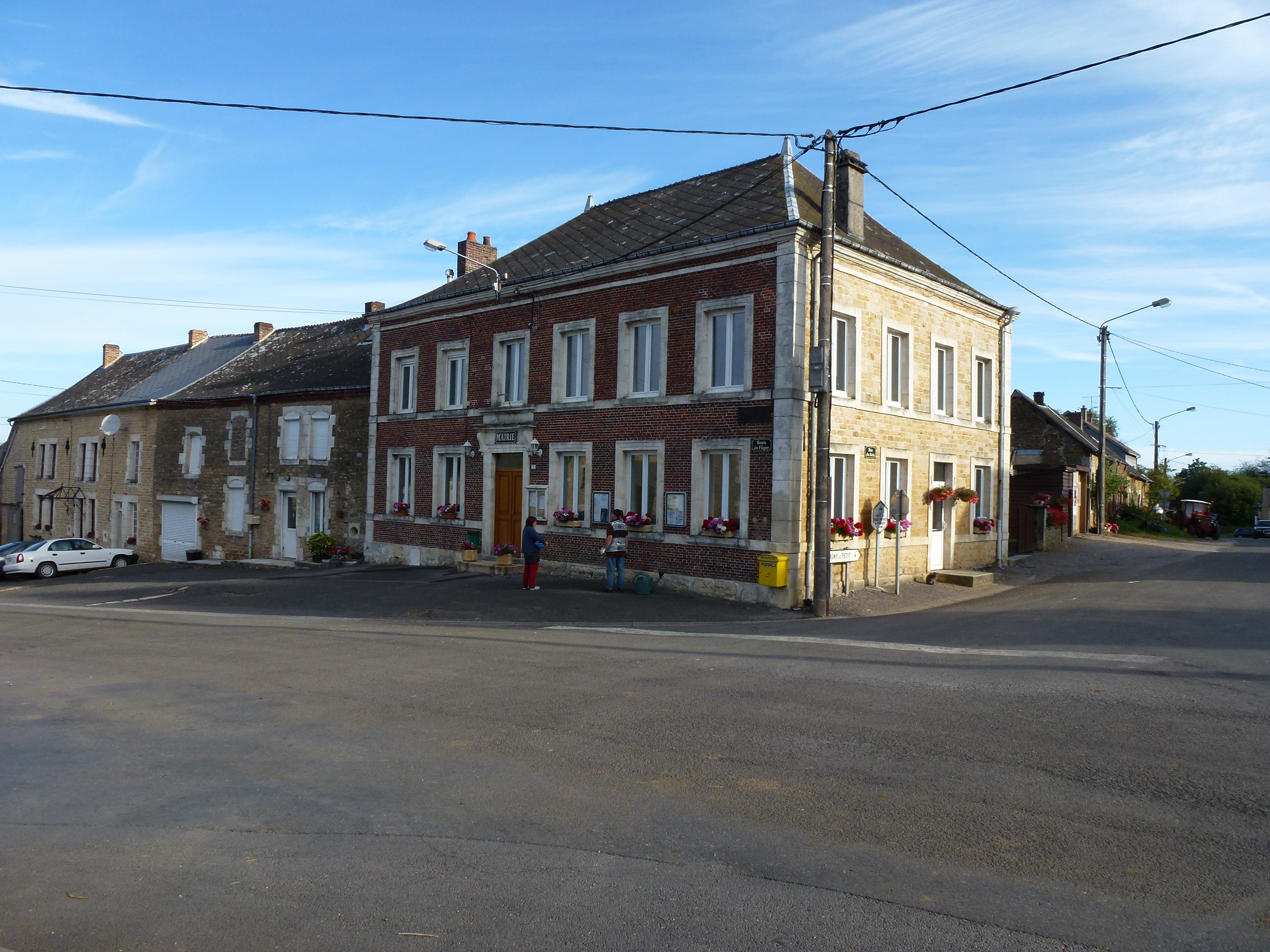
Мэрия
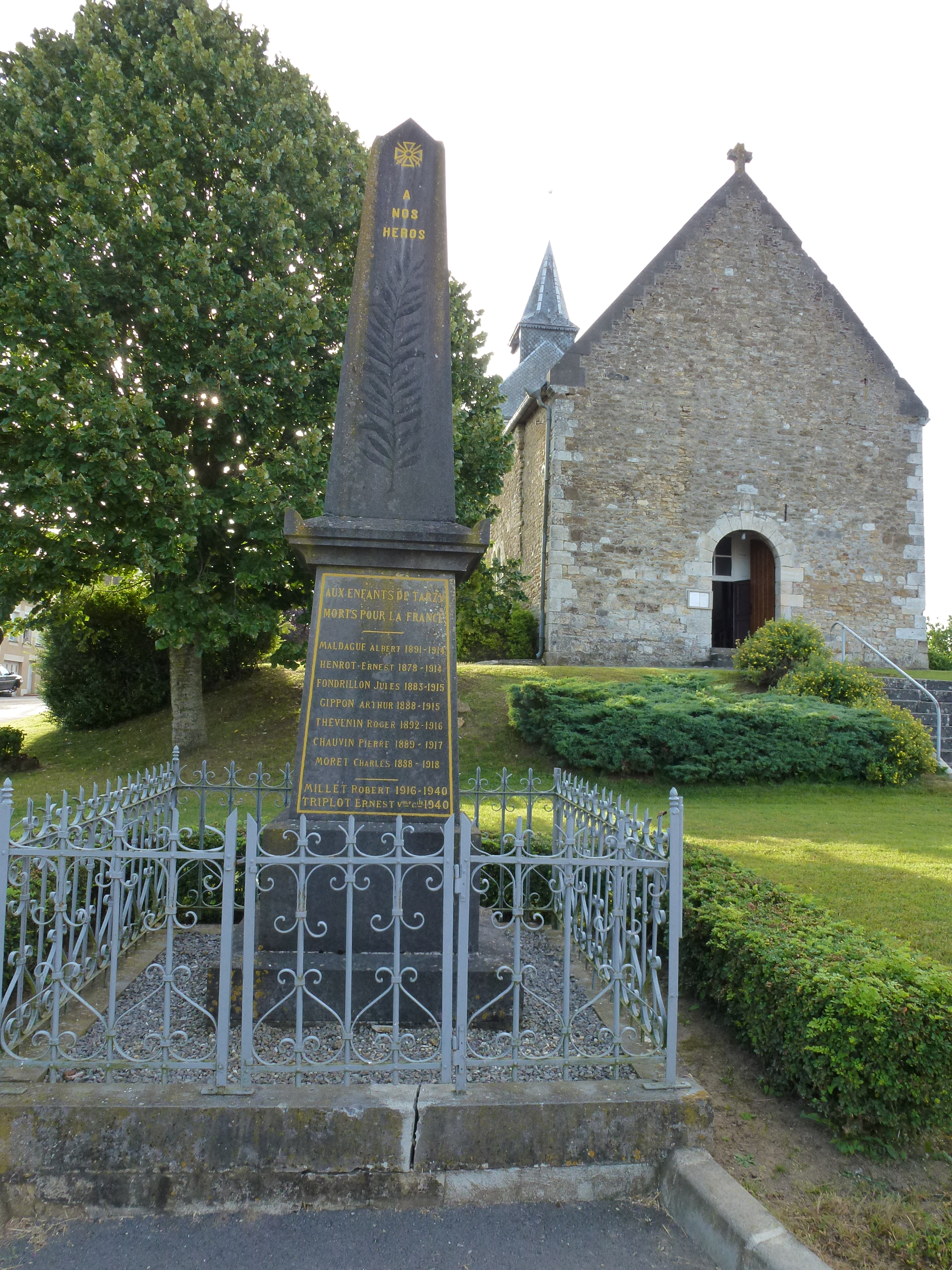
Памятник погибшим в Первой мировой войне